# Давор Вугринець
Давор Вугринець (хорв. Davor Vugrinec, нар. 24 березня 1975, Вараждин) — хорватський футболіст, що грав на позиції півзахисника, нападника.
Виступав за низку хорватських та італійських клубів, а також турецький «Трабзонспор». Гпавець національної збірної Хорватії.
Триразовий володар Кубка Хорватії. Дворазовий чемпіон Хорватії.

## Клубна кар'єра
Народився 24 березня 1975 року в місті Вараждин. Вихованець футбольної школи клубу «Вартекс». Дорослу футбольну кар'єру розпочав 1992 року в основній команді того ж клубу, в якій провів п'ять сезонів, взявши участь у 123 матчах чемпіонату. 
Своєю грою за цю команду привернув увагу представників тренерського штабу клубу «Трабзонспор», до складу якого приєднався 1997 року. Відіграв за команду з Трабзона наступні три сезони своєї ігрової кар'єри. Більшість часу, проведеного у складі «Трабзонспора», був основним гравцем команди. У складі «Трабзонспора» був одним з головних бомбардирів команди, маючи середню результативність на рівні 0,34 голу за гру першості.
Згодом з 2000 по 2012 рік грав у складі команд клубів «Лечче», «Аталанта», «Катанія», «Рієка», «Динамо» (Загреб), «Загреб» та «Вартекс». Протягом цих років тричі виборював титул чемпіона Хорватії.
Завершив професійну ігрову кар'єру у клубі «Славен Белупо», за команду якого виступав протягом 2012—2015 років.

## Виступи за збірні
Протягом 1995–1997 років залучався до складу молодіжної збірної Хорватії. На молодіжному рівні зіграв у 20 офіційних матчах, забив 3 голи.
У 1996 році дебютував в офіційних матчах у складі національної збірної Хорватії. Протягом кар'єри у національній команді, яка тривала 11 років, провів у формі головної команди країни лише 28 матчів, забивши 7 голів.
У складі збірної був учасником чемпіонату світу 2002 року в Японії і Південній Кореї.

## Титули і досягнення

### Командні
- Чемпіон Хорватії (2):

«Динамо» (Загреб):  2006–07, 2007–08
- Володар Кубка Хорватії (3):

«Рієка»:  2005–06
«Динамо» (Загреб):  2006–07, 2007–08
- Володар Суперкубка Хорватії (1):

«Динамо» (Загреб):  2006;

### Особисті
- Найкращий бомбардир чемпіонату Хорватії: 2009–10 (18)